# 鳥取県道310号坊領淀江停車場線
鳥取県道310号坊領淀江停車場線（とっとりけんどう310ごう ぼうりょうよどえていしゃじょうせん）は、鳥取県西伯郡大山町から米子市に至る、かつて存在した一般県道である。

## 概要
西伯郡大山町坊領から米子市淀江町淀江に至る。2018年（平成30年）3月31日、鳥取県告示第220号により廃止され、起点 - 米子市淀江町福岡（大山広域農道交点）間が大山町・米子市に移管、米子市淀江町福岡（大山広域農道交点） - 米子市淀江町淀江（鳥取県道172号淀江停車場線交点）が同日鳥取県告示第219号により認定された鳥取県道329号淀江琴浦線の一部、米子市淀江町淀江（鳥取県道172号淀江停車場線交点） - 終点間が以前より重複していた鳥取県道172号淀江停車場線となった。

### 路線データ
- 起点：鳥取県西伯郡大山町坊領（鳥取県道36号名和岸本線交点）
- 終点：鳥取県米子市淀江町淀江（JR西日本山陰本線 淀江駅前、鳥取県道172号淀江停車場線起点）
- 未開通区間：鳥取県西伯郡大山町宮内 - 鳥取県西伯郡大山町長田（大山広域農道交点）

## 歴史
- 2018年（平成30年）3月31日 - 鳥取県告示第220号により廃止[1]。

## 路線状況

### 重複区間
- 大山広域農道（米子市淀江町福岡）
- 鳥取県道172号淀江停車場線（米子市淀江町淀江）

## 地理

### 通過していた自治体
- 鳥取県
  - 西伯郡大山町 - 米子市

### 交差していた道路
| 交差する道路                                                | 市町村名 | 市町村名 | 交差する場所 | 交差する場所     |
| ----------------------------------------------------------- | -------- | -------- | ------------ | ---------------- |
| 鳥取県道36号名和岸本線 鳥取県道158号大山口停車場大山線 重複 | 西伯郡   | 大山町   | 坊領         | 起点             |
| 通行不能区間                                                |          |          |              |                  |
| 大山広域農道                                                | 西伯郡   | 大山町   | 長田         |                  |
| 大山広域農道 重複区間起点                                   | 米子市   | 米子市   | 淀江町福岡   |                  |
| 大山広域農道 重複区間終点                                   | 米子市   | 米子市   | 淀江町福岡   | 白鳳高校前交差点 |
| 鳥取県道279号淀江インター線                                 | 米子市   | 米子市   | 淀江町福岡   |                  |
| 国道9号 / 米子道路                                          | 米子市   | 米子市   | 淀江町福岡   | [ 注釈 1 ]       |
| 鳥取県道172号淀江停車場線 重複区間起点                      | 米子市   | 米子市   | 淀江町淀江   |                  |
| 鳥取県道172号淀江停車場線 重複区間終点                      | 米子市   | 米子市   | 淀江町淀江   | 終点             |

### 交差していた鉄道
- 山陰本線

### 沿線
- 鳥取県立米子白鳳高等学校
- JR西日本山陰本線 淀江駅